# 弗拉基米尔·格里戈里耶夫
弗拉基米尔·维克托罗维奇·格里戈里耶夫（俄語：Владимир Викторович Григорьев，1982年8月8日—），俄罗斯男子短道速滑运动员，2013年世界短道速滑锦标赛男子5000米接力银牌得主、2014年冬季奥林匹克运动会男子5000米接力金牌得主和男子1000米银牌得主。